# Myopterus whitleyi
Myopterus whitleyi  — вид рукокрилих родини молосових.

## Середовище проживання
Країни проживання: Камерун, Центральноафриканська Республіка, Демократична Республіка Конго, Габон, Гана, Нігерія, Уганда. Цей вид пов'язаний з вологими тропічними лісами низовин.

## Стиль життя
Солітарний. Представники виду були знайдені, причепленими за кору дерев, серед листя бананів, за дахи сараїв. Вночі літає в лісі, в саду, навколо будинку.

## Загрози та охорона
Цьому вид імовірно загрожує загальне перетворення лісів в сільськогосподарські угіддя та лісозаготівельна діяльність. Не відомо, чи вид присутній в будь-якій з охоронних територій. 